# Daniel Trost
Daniel Trost (* 4. Oktober 1803 in Frankenberg (Eder); † 27. August 1874 ebenda) war ein deutscher Bürgermeister und Mitglied der Zweiten Kammer der kurhessischen Ständeversammlung.

## Leben
Daniel Trost wurde als Sohn des Gastwirts David Trost und dessen Ehefrau Martha Elisabeth Schade geboren.
Er war in seiner Heimatgemeinde Bürgermeister und erhielt in dieser Funktion im Jahre 1852 ein Mandat für die Zweite Kammer der kurhessischen Ständeversammlung, das er bis 1854 innehatte.